# McGrady Cove
Die McGrady Cove ist eine Bucht an der Budd-Küste des ostantarktischen Wilkeslands. Sie liegt am Kopfende der Newcomb Bay.
Erstmals kartiert wurde sie anhand von Luftaufnahmen der United States Navy, die 1947 während der Operation Highjump (1946–1947) und 1948 während der Operation Windmill (1947–1948) entstanden. Das Advisory Committee on Antarctic Names benannte sie 1963 nach dem Fotografen Edsell Dean McGrady (1916–2002) von der United States Navy, der 1947 an den Flügen während der Operation Highjump über die Windmill-Inseln teilnahm.